# قضية ستايلز الغامضة
قضية ستايلز الغامضة (بالإنجليزية: The Mysterious Affair at Styles)‏ هي أول رواية تحقيق للكاتبة البريطانية أجاثا كريستي، تُقدم فيها شخصية المحقق الخيالي هيركيول بوارو. كُتبت الرواية في منتصف الحرب العالمية الأولى عام 1916، ونشرتها لأول مرة دار نشر جون لين في الولايات المتحدة في أكتوبر 1920 وفي المملكة المتحدة دار نشر بودلي هيد (شركة جون لين في المملكة المتحدة) في 21 يناير 1921.

## تأليف الرواية والنشر الأولي
بدأت أغاثا كريستي العمل على قضية ستايلز الغامضة في عام 1916، وكتبت معظمها في دارتمور. استوحت شخصية هيركيول بوارو من تجربتها في العمل كممرضة، إذ خدمت الجنود البلجيكيين خلال الحرب العالمية الأولى، وكذلك من اللاجئين البلجيكيين الذين كانوا يعيشون في توركواي.:75–79
رُفضت مسودة الرواية من قبل دار نشر «هودر وستوكتون» ودار «ميثيون». ثم أرسلت كريستي المسودة إلى دار نشر «ذا بودلي هيد». بعد الاحتفاظ بها لعدة أشهر، عرض «جون لين» مؤسس «ذا بودلي هيد» قبولها شريطة أن تجري كريستي تعديلات طفيفة على النهاية. راجعت كريستي الفصل قبل الأخير، وغيرت مشهد الوحي الكبير لبوارو من قاعة المحكمة إلى مكتبة ستايلز. ذكرت كريستي في وقت لاحق أن العقد الذي وقّعته مع لين كان استغلاليًا.
نُشرت قضية ستايلز الغامضة من قبل جون لين في الولايات المتحدة في أكتوبر عام 1920، ومن قبل دار نشر «ذا بودلي هيد» في المملكة المتحدة في 21 يناير 1921. بيعت طبعة الولايات المتحدة بسعر  2دولار أمريكي، والطبعة البريطانية بسبعة شلنات وستة بنسات (6/7).

## نبذة عن الرواية
تدور أحداث القصة في إنجلترا إبان الحرب العالمية الأولى في قصر ستايلز بإسكس، إيميلي كافيندش هي امرأة ترث بعد وفاة زوجها ملكية القصر والجزء الأكبر من ثروة السيد كافيندش الراحل، وتتزوج هذه الأرملة برجل أصغر منها سنا وهو ألفريد انجلثروب والذي يعيش معها في هذا القصر بالإضافة إلى ابني زوجها الأول من زوجته الأولى، وهما جون ولورنس كافينديش، وكذلك زوجة جون ماري، وفتاة شابة تدعى سنثيا موردوش تعمل في صيدلية محلية قريبة من المستشفى.
يفيق المقيمون في ستايلز ذات ليلة ليجدوا أن إيميلي إنجلثروب قد ماتت متسممة. هستنغز المقيم كضيف في المنزل، يطلب المساعدة من صديقه هيركيول بوارو الذي يقيم بالقرب من قرية ستايلز، فيشرع بوارو في عمله بربط الأحداث المتعلقة بالجريمة ويكتشف أن إيميلي في يوم وفاتها قد تشاجرت مع كل من زوجها ألفريد وابن زوجها الراحل جون، وقد بدت بعد هذه المشاجرة متوترة ومضطربة، وقررت كتابة وصية جديدة، إلا أنه لا يوجد أي أثر لهذه الوصية الجديدة ويبقى السؤال مطروحا كيف ومتى تم تسميم السيدة إيميلي إنجلثروب؟
في البداية، يكون ألفريد هو المتهم الأول، خاصة أنه سيستفيد ماليا من وفاة زوجته وكذلك لأنه أصغر سنا بكثير من زوجته، وقد اعتبره أفراد عائلة كافينديش دوما صائد ثروات. إيفيلين هوارد، مرافقة إيميلي، هي الأخرى تكره زوج ربة عملها. كما أن تصرفات هذا الأخير قبيل الجريمة تزيد من قوة الاتهامات ضده، وأخيرا يقرر المفتش جاب توقيفه بتهمة قتل زوجته، لكن بوارو يتدخل ويثبت أنه ليس هو من قام بتسميمها. فتتجهه الشكوك فيما بعد إلى جون كافينديش، الذي يتم توقيفه هو الآخر لنفس التهمة.
وفي الخاتمة وبعد مواصلة التحقيق يكتشف بوارو أن المرتكب الحقيقي للجريمة هو ألفريد انجلثروب بمساعدة مرافقة زوجته الراحلة، إيفيلين هوراد ويتبين أن عداوتهما الشديدة اتجاه ألفريد كانت مجرد تمثيل وقد سمم زوجته عن طريق وضع البروميد في دوائها الذي اعتادت تناوله.

## الشخصيات
- هستنغز، راوي الرواية، وقد عاد لتوه من الجبهة الغربية للحرب العالمية الأولى.
- هيركيول بوارو، محقق بلجيكي، انتقل بسبب الحرب إلى إنجلترا، صديق قديم لهستنغز.
- المفتش جاب، مفتش من سكوتلاند يارد.
- إيميلي إنجلثروب، مالكة قصر ستايلز، امرأة ثرية.
- ألفريد انجلثروب، الزوج الجديد لإيميلي الذي يصغرها سنا، ويظنه الجميع صائد ثروات.
- جون كافيندش، الابن الأكبر للزوج الأول لإيميلي من زوجته الأولى.
- ماري كافيندس، زوجة جون.
- لورنس كافيندش، الأخ الأصغر لجون.
- إيفيلين هوارد، مرافقة السيدة إيميلي.
- سنثيا موردوش، فتاة يتيمة وصديقة للعائلة.
- دكتور باورشتاين، خبير سموم.
- دوركاس، خادمة في قصر ستايلز.

## الإهداء
إهداء الكتاب جاء على النحو الآتي: «إلى أمي». كان لأم اغاثا كريستي دور كبير في تشجيعها على الكتابة وهذه ليست الرواية الوحيدة التي أهدتها إلى والدتها.

## الاقتباس
مثلت الرواية في إحدى حلقات مسلسل "أجاثا كريستي بوارو" عام 1990، وكانت أحداث الحلقة مطابقة لأحداث الرواية، باستثناء بعض التعديلات البسيطة، مثل إلغاء شخصية الدكتور باورشتاين. والمسلسل من بطولة ديفيد سوشي بدور هيركيول بوارو.

## العناوين العربية والعالمية
احتفظ عند الترجمة إلى أغلب اللغات على العنوان الأصلي للرواية، مثلاً في الترجمة العربية كان عنوانها القضية الغامضة أو القضية الكبرى في ستايلز.
- قضية ستايلز الغامضة - دار الأجيال للنشر.
- القضية الغامضة في مدينة ستايلز - مكتبة جرير.[8]
- القضية الكبرى - دار ميوزيك للطبع والنشر، عمر عبد العزيز أمين، تحمل الرواية الرقم (73) ضمن السلسلة.[9]

تبدل العنوان في بعض الترجمات الأخرى، مثل «الأبواب المغلقة» في الترجمة الدانماركية، و«قضية ستايلز» في الترجمة الفنلندية، و«بوارو في قصر ستايلز» في الترجمة الإيطالية، و«الموت يأتي فجأة» في الترجمة التركية.

## الأهمية الأدبية والاستقبال
أعطى ملحق التايمز الأدبي (3 فبراير 1921) للكتاب مراجعةً حماسية، وإن كانت مختصرة، وقد جاء فيها: «الخطأ الوحيد في هذه القصة هي أنها مبدعة للغاية». ووصفت المراجعة الإعداد الأساسي للحبكة وخلصت إلى: «يُقال أنه أول كتاب للمؤلفة، وجاء نتيجة رهان حول إمكانية كتابة قصة بوليسية لن يتمكن فيها القارئ من اكتشاف المجرم. يجب على كل قارئ أن يعترف بأنها قد ربحت الرهان».

أثارت الرواية أيضًا إعجاب مجلة ذا نيويورك تايمز لمراجعة الكتب (26 ديسمبر 1920):
على الرغم من أن هذا قد يكون أول كتاب منشور للآنسة أغاثا كريستي، فهي تظهر مهارة كاتب متمرس... يجب عليك الانتظار حتى الفصل قبل الأخير في الكتاب للحصول على الرابط الأخير في سلسلة الأدلة التي مكنت السيد بوارو من كشف كامل المؤامرة المعقدة ووضع ذنب الجريمة حيث ينتمي حقًا. ويمكنك بأمان أن تراهن نفسك بأنك ستستمر في التخمين حول الحل، حتى تستمع إلى كلمات السيد بوارو الأخيرة حول قضية ستايلز الغامضة، ومن المؤكد أنك لن تضع هذا الكتاب الممتع جانبًا أبدًا.
اقتبست مراجعة الرواية في مجلة ذا صنداي تايمز في 20 فبراير 1921 مقدمة الرواية الترويجية التي كتبها الناشر وذكر فيها أن كتابة كريستي للكتاب جاءت نتيجة رهان أنها لن تكون قادرة على القيام بذلك دون أن يتمكن القارئ من تخمين القاتل، ثم قالت المراجعة: «شخصيًا لم نجد «اكتشاف القاتل» أمرًا صعبًا للغاية، لكن يمكننا أن نعترف أن القصة، خاصة كأول كتابة لمغامرات خيالية، مبتكرة بشكل جيد جدًا، وأن حل اللغز هو نتيجة للاستنتاج المنطقي. علاوة على ذلك، فإن القصة لا تفتقر إلى الحركة، والشخصيات العديدة الموجودة فيها مرسومة بشكل جيد».

## وصلات خارجية
- موقع لقراءة الرواية مجانا (بالإنجليزية)
- معلومات حول الرواية في الموقع الرسمي لأغاثا كريستي (بالإنجليزية)
- معلومات حول حلقة مسلسل «اغاثا كريستي بوارو» المقتبسة من الرواية (بالإنجليزية)